# استان قلقیلیه
استان قلقیلیه (به عربی: محافظة قلقيلية) یکی از استان‌های فلسطین است که در غرب کرانه باختری قرار دارد و توسط تشکیلات خودگردان فلسطین اداره می‌شود. جمعیت آن در سال ۲۰۱۷ میلادی حدود ۹۱۰۴۶ نفر بوده‌است. مرکز این استان، شهر قلقیلیه است.